# Drepanura aurifera
Drepanura aurifera är en urinsektsart som beskrevs av John Tenison Salmon 1941. Drepanura aurifera ingår i släktet Drepanura och familjen brokhoppstjärtar. Inga underarter finns listade i Catalogue of Life.